# Harmonisation et accompagnement du chant grégorien
L'harmonisation et l'accompagnement du chant grégorien sont quelques manières de l'exécution du chant grégorien, ou historiquement du plain-chant aussi, mais celles qui étaient toujours discutées ou opposées, en comparaison de l'unisson.
De nos jours, l'accompagnement de l'orgue est formellement autorisé et parfois recommandé, à la suite du concile Vatican II.
Dans le contexte historique et sémiologique, il reste cependant des questions, étant donné que l'orgue n'existait pas encore lors de la composition du chant grégorien.
Par ailleurs, si la doublure à l'orgue peut ne pas modifier le caractère modal originel du chant grégorien, il en est tout autrement dès lors (XVIIe siècle) que ce chant est accompagné d'accords.

## Histoire

### Avant la Renaissance
On ignore ce qui concerne les premiers siècles du chant grégorien, à l'exception du mouvement de la polyphonie. Toutefois, il est certain que la pratique de ce chant était toujours effectuée à l'unisson, jusqu’aux innovations polyphoniques expérimentées par les musiciens de l' "École de Saint-Martial" à Limoges" et de "École Notre-Dame". Cependant, les études des manuscrits dans les archives européennes indiquent que perdure une certaine uniformité du chant jusqu'au XVIIe siècle. Par exemple, Dom Mocquereau de l'abbaye Saint-Pierre de Solesmes trouva que sont identiques un manuscrit d'Ivrée du XIe siècle et celui du XVIIe siècle dans la même région.

### Faux-bourdon

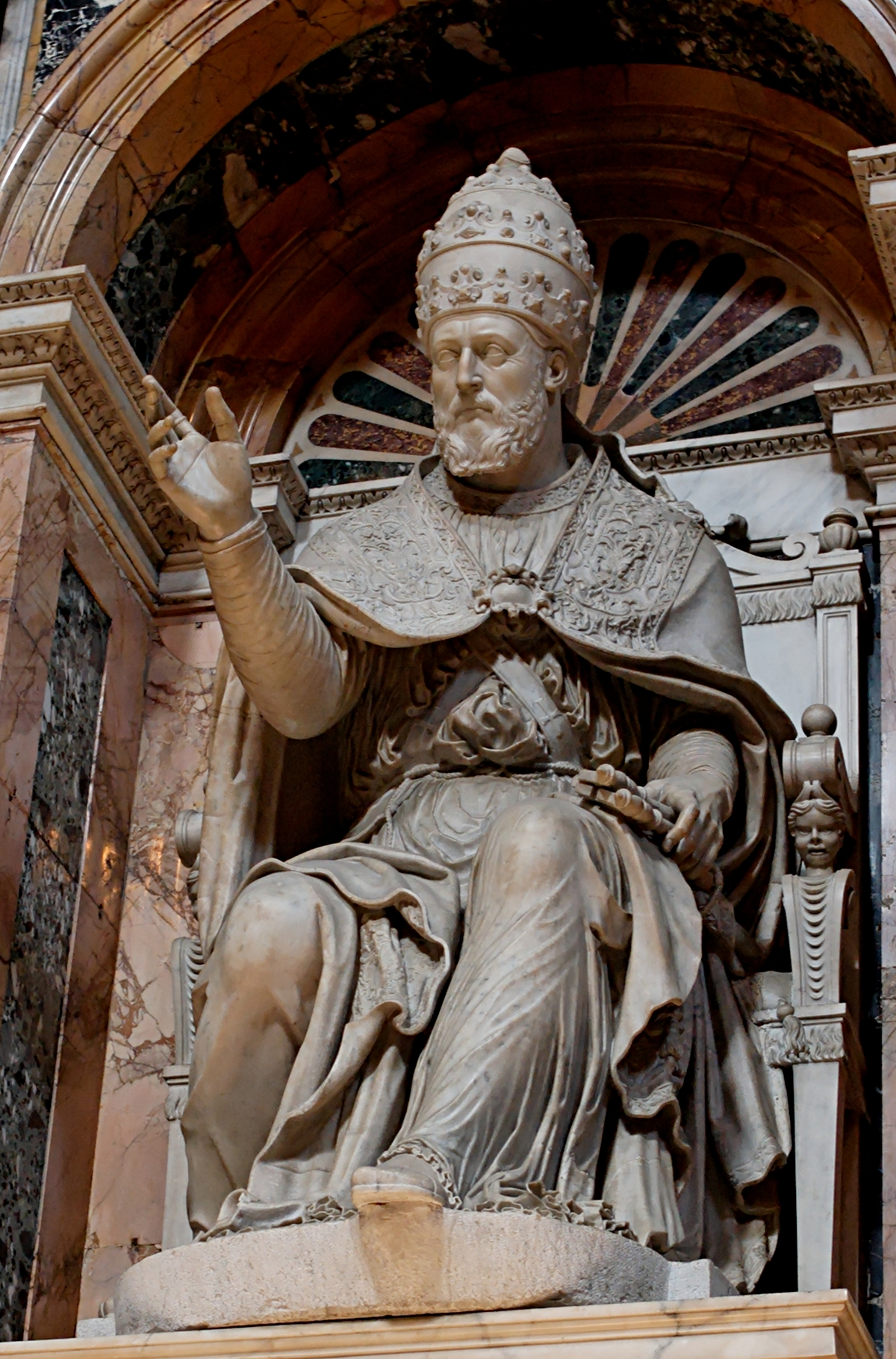
Pour l'histoire du chant grégorien, Clément VIII était l'un des papes les plus importants. Avec le premier cérémonial, d'abord, il dénonça que celui-ci est le chant liturgique de l'Église par excellence. Ensuite, il autorisa le faux-bourdon. Enfin, il fit préciser et fixer en détail la manière de l'accompagnement de l'orgue ainsi que la pratique du faux-bourdon lors des célébrations.

Apparu au XVe siècle, le faux-bourdon pour le plain-chant fut officiellement autorisé en 1600 par le pape Clément VIII, en raison de sa composition parfaitement homophonique. Car, au contraire de la polyphonie, les fidèles peuvent entendre correctement le texte. Il s'agissait du premier cérémonial de l'Église, Cæremoniale episcoporum jussu Clementis VIII, Pont. Max. novissime reformatun, omnibus Ecclesiis, præcipea autem Metropolitanis, cathedralibus & collegiatis perutile ac necessarium, qui admettait l'usage de celui-ci, afin de célébrer plus solennellement les psaumes des vêpres ainsi que pour les hymnes et quelques antiennes. Ainsi, le chœur pouvait sélectionner entre les deux manières, soit à l'unisson en grégorien, soit en faux-bourdon, pour le verset Deus in adjutorium lors du commencement des offices de la liturgie des Heures.
Dans la deuxième moitié du XIXe siècle, celui-ci fut rapidement remplacé par l'accompagnement de l'orgue. Comme sa nature ne respecte pas la caractéristique du chant grégorien fortement monodique, le faux-bourdon est aujourd'hui en dehors de l'usage, à l'exception de quelques groupes vocaux.

### Accompagnement de l'orgue d'après le cérémonial de Clément VIII
Depuis le XVIe siècle, le chant grégorien subissait sa transformation en plain-chant, à cause de plusieurs circonstances : notation à gros carrés depuis le XVe siècle, critiques du mouvement de la Renaissance puis de la Réforme luthérienne, alourdissement par la pratique du faux-bourdon ou du contrepoint improvisé. Toutefois, le chant grégorien était confirmé en tant que chant liturgique de l'Église par excellence dans ce cérémonial de Clément VIII, fixé en 1600.
Par ailleurs, le document admettait également l'accompagnement de l'orgue. Plus précisément, il contient d'un chapitre, intitulé De Organo, organista, & musicis, seu cantoribus, & norma per eos servanda in divinis.
Selon ce chapitre, les célébrations en présence de l'organiste et des musiciens devaient être limitées. Il s'agissait de tous les dimanches et de toutes les fêtes chômées, à l'exception des dimanches de l'Avent et du Carême. Concernant la liturgie des Heures, les offices des matines, vêpres étaient admis, tout comme la messe. Lorsque l'office de tierce précédait immédiatement la messe, l'orgue pouvait le soutenir, à condition que la coutume des lieux l'autorise,.
En fait, ce grand document précisait encore. En dépit de l'absence d'orgue durant les offices des matines ou du nocturne, pour le dimanche, l'organiste pouvait assister à la fin du troisième nocturne, afin d'alterner avec le chœur. Il s'agissait de l'hymne Te Deum. De même, il était possible, lors des laudes, de dialoguer avec le chant, pour l'hymne et surtout le cantique de Zacharie, ainsi qu'à la fin des psaumes.
Au regard de la messe, celle-ci devait se commencer à l'unisson et en grégorien. Au contraire, les Kyrie, Gloria, Sanctus et Agnus Dei pouvaient été exécutés par l'alternance entre le chant en grégorien et l'orgue. Il est possible que cette façon fût une opposition à la richesse de la messe polyphonique de l'époque. Pour terminer, le Deo gratias était chanté en grégorien, ou en faux-bourdon.
En 1615, l'usage du cérémonial eut lieu en France. Aussi la cathédrale de Troyes établit-elle en 1630 un règlement vraiment précisé, selon ce livre liturgique. Notamment, la registration (jeu) y était strictement déterminée, d'après le degré de gravité :

« [Aux premières vêpres des fêtes solennelles], l'organiste doit toucher l'orgue au Ve psalme du ton de la Ve antienne, verset au verset avec le chœur qui répond en faux-bourdon ; [il] doit toucher l'hymne, et le chœur répond ; les Ier et derniers versets desdits psaumes et hymne est [sic] touché en plein-jeu, les autres en jeux particuliers, à moins qu'un psalme ou hymne qui, n'ayant que 3 versets ou strophes, auquel cas le IIe jeu que l'organiste touche en un jeu particulier, parce que deux pleins-jeux se suivraient consécutivement sans interruption. »

### Bouleversement du roi Louis XIV

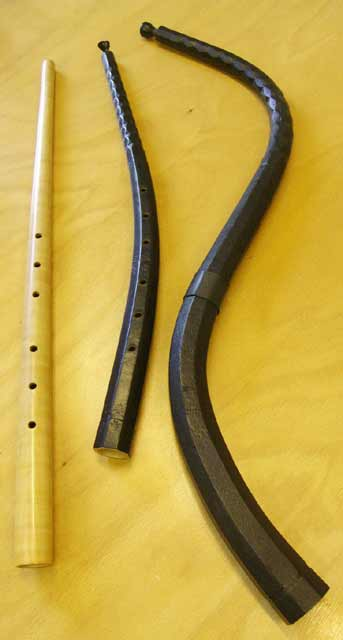
Cornets à bouquin.

Sous le règne du roi de France Louis XIII († 1643), deux joueurs du cornet à bouquin étaient singulièrement autorisés auprès de la Chapelle royale, si cette dernière comptait 51 effectifs. À la suite du couronnement de Louis XIV († 1715), elle accueillit plusieurs instrumentistes tels les joueurs de violon, de flûte traversière. En effet, le Roi Soleil savait bien que la musique pouvait renforcer le prestige des princes. Alors que la célébration de la grande messe du dimanche et des fêtes demeurait ecclésiastique, celle de la semaine était dorénavant accompagnée de l'ensemble des instruments, à savoir avec l'exécution des motets.
Certes, le chant ecclésiastique conservait encore ses dignité et supériorité et résistait à Versailles. Ainsi, en octobre 1722, le jour où le nouveau roi Louis XV fut sacré à la cathédrale Notre-Dame de Reims, un Te Deum fut chanté en plain-chant, vraisemblablement en grégorien à l'unisson, ou en faux-bourdon. En fait, la version du grand motet de Michel-Richard de Lalande avait été préparée pour cette célébration. Au dernier moment, « un ordre de le chanter en plain chant » fut dénoncé, probablement par le maître de chapelle, Charles-Louis-Auguste Le Tonnelier de Breteuil, évêque de Rennes. Cependant, à la Chapelle royale, le plain-chant devint progressivement un élément des motets, tels le grand motet Dies iræ (S.31) ainsi que le petit motet Miserere mei Deus secundum (S.87) de Lalande.
Moins intéressé à la musique, le roi Louis XV réduisit sérieusement, en 1761, la taille de chapelle, en supprimant pareillement le maître ecclésiastique de celle-ci, en raison de sa dépense annuelle considérable, et non selon la raison liturgique.

### Recommandation du pape Benoît XIV

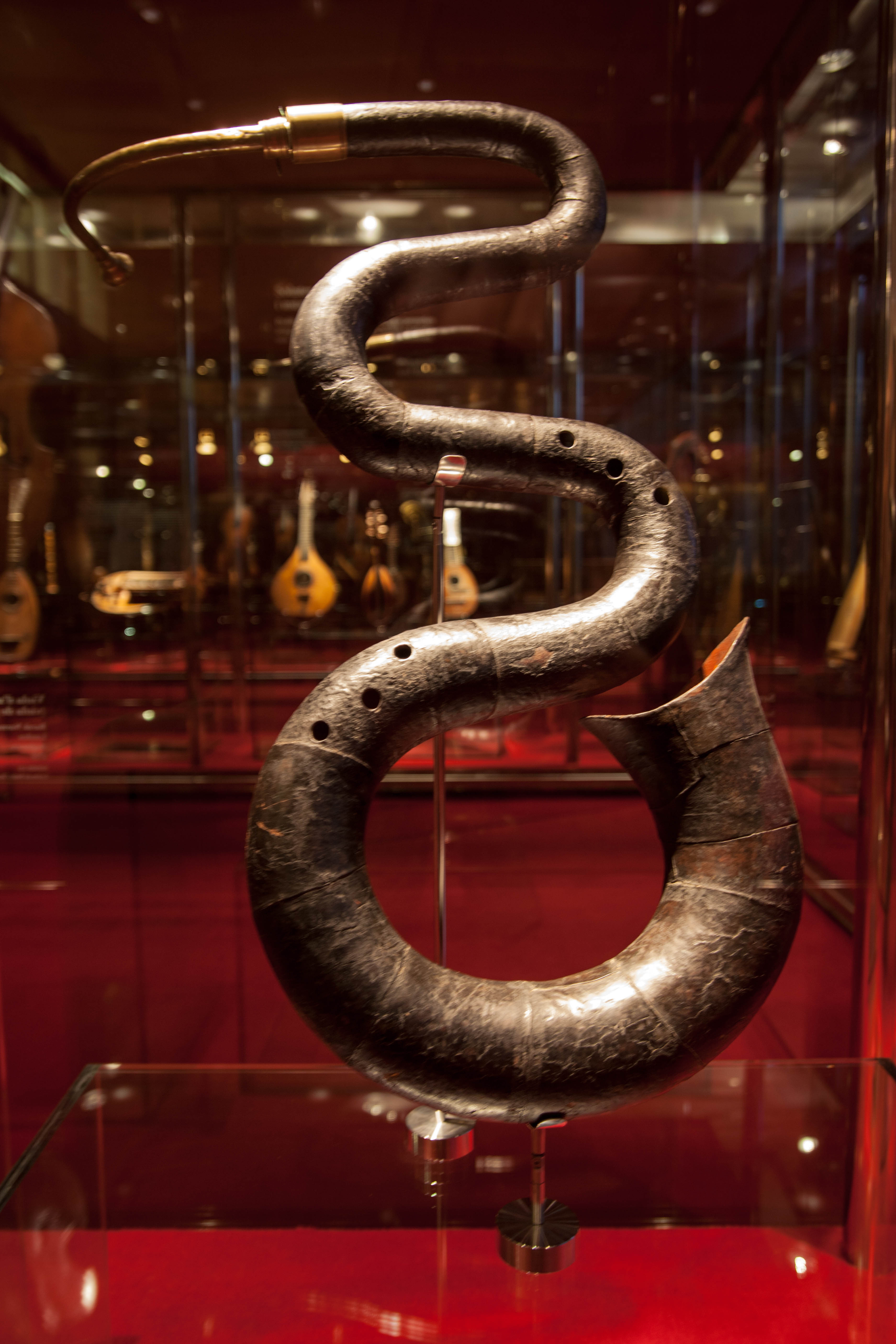
Serpent selon sa forme. Il s'agit d'un cornet à bouquin amélioré (Musée de la musique à Barcelone).

À dire vrai, l'exécution à la cour si puissante de Louis XIV était un cas particulier. Lorsque ce souverain voulait ajouter les violonistes à la Chapelle royale, l'un des sous-maîtres depuis Louis XIII, sans doute musicien ecclésiastique Pierre Robert, aurait tenté de persuader le roi de ne pas les y introduire, en citant la contradiction du concile de Trente.
Environ cent ans plus tard, en 1750, l'abbé Léonard Poisson précisait la situation de l'époque :

« De grandes églises comme celle de Lyon & celle de Sens n'en admettent point d'autres [> que le plain-chant]. Et ce n'est que très-récemment que l'Église de Sens a admis l'Instrument appellé (sic) Serpent. On n'employoit que les voix, qui toutes chantoient à l'unisson, encore préféroit-on les voix appellées, Tailles, sonores & concordantes aux grosses voix appellées Basses-contres, & on n'y connoissoit d'autre Instrument que l'Orgue. Le Cardinal Bona, dit qu'il n'y a point d'Orgue dans la Chapelle du Pape. L'Église de Lyon n'en a point non plus, ni aucun autre Instrument. »

— Léonard Poisson, Traité théorique et pratique du plain-chant, appelé grégorien, dans lequel on explique les vrais principes de cette science, ..., 1750, p. 22 [lire en ligne]
Le pape Benoît XIV qui avait proclamé, le 19 février 1749, une constitution au regard de ce sujet. Dans cette bulle, le Saint-Père recommandait officiellement que le chant grégorien soit exécuté à l'unisson, vocibus unisonis, en raison de sa solennité. Quant aux chants harmonisés, il s'agissait des chants au second rang, à cause des paroles confuses et moins intelligibles. De plus, Benoît XIV choisit rigoureusement les instruments autorisés dans les églises, après avoir consulté des spécialistes dont des maîtres de chœur. Ceux qui restaient favorables n'étaient pas nombreux : l'orgue, le basson, le violoncelle, le violon et la viole de gambe qui sont capables de corroborer et de soutenir la voix de chantres. Tout autres instruments furent exclus, car ils excitaient la musique trop théâtrale.

### Instrumentistes auprès de la cathédrale de Rodez auXVIIIesiècle

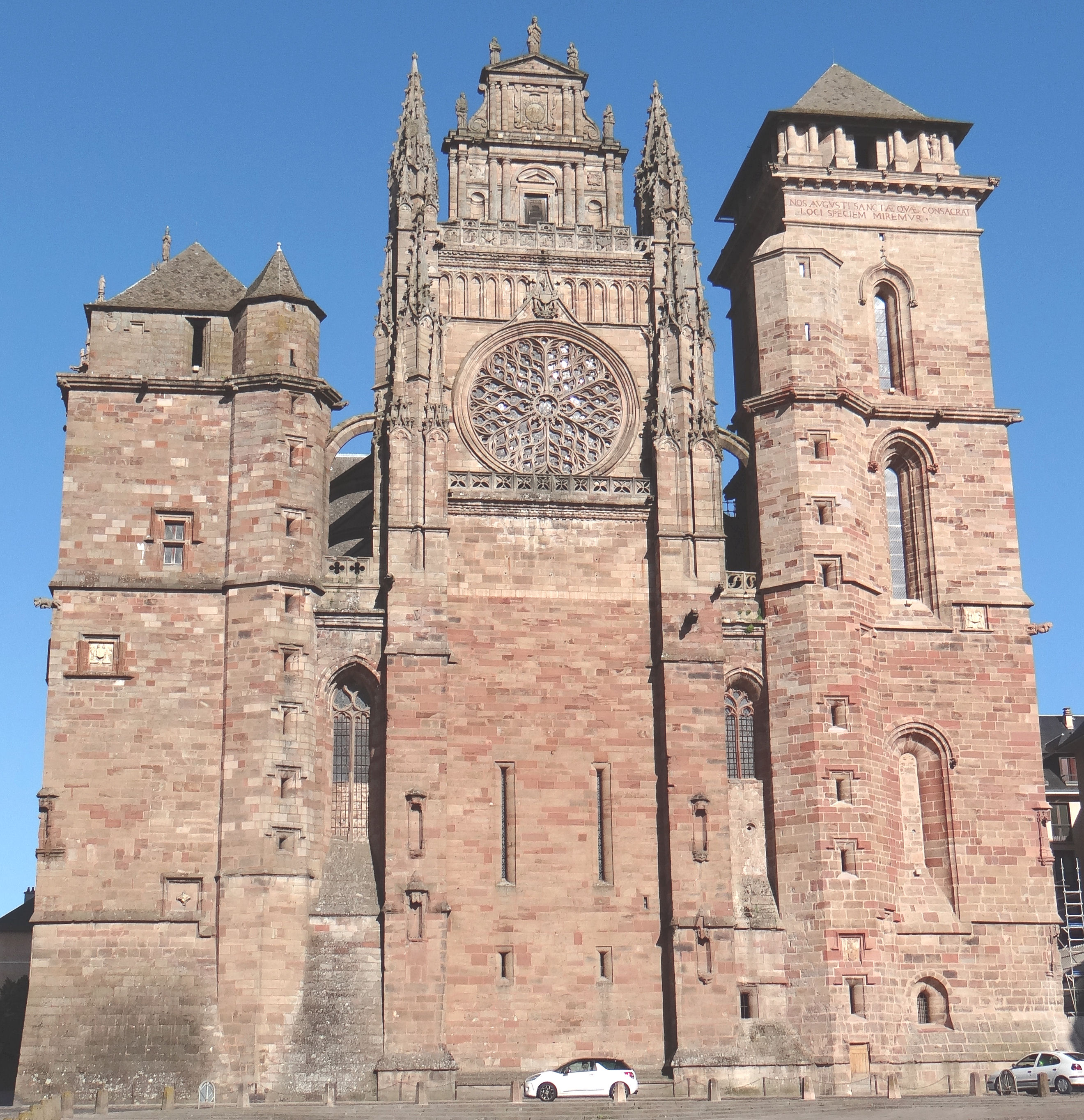
Cathédrale Notre-Dame de Rodez.

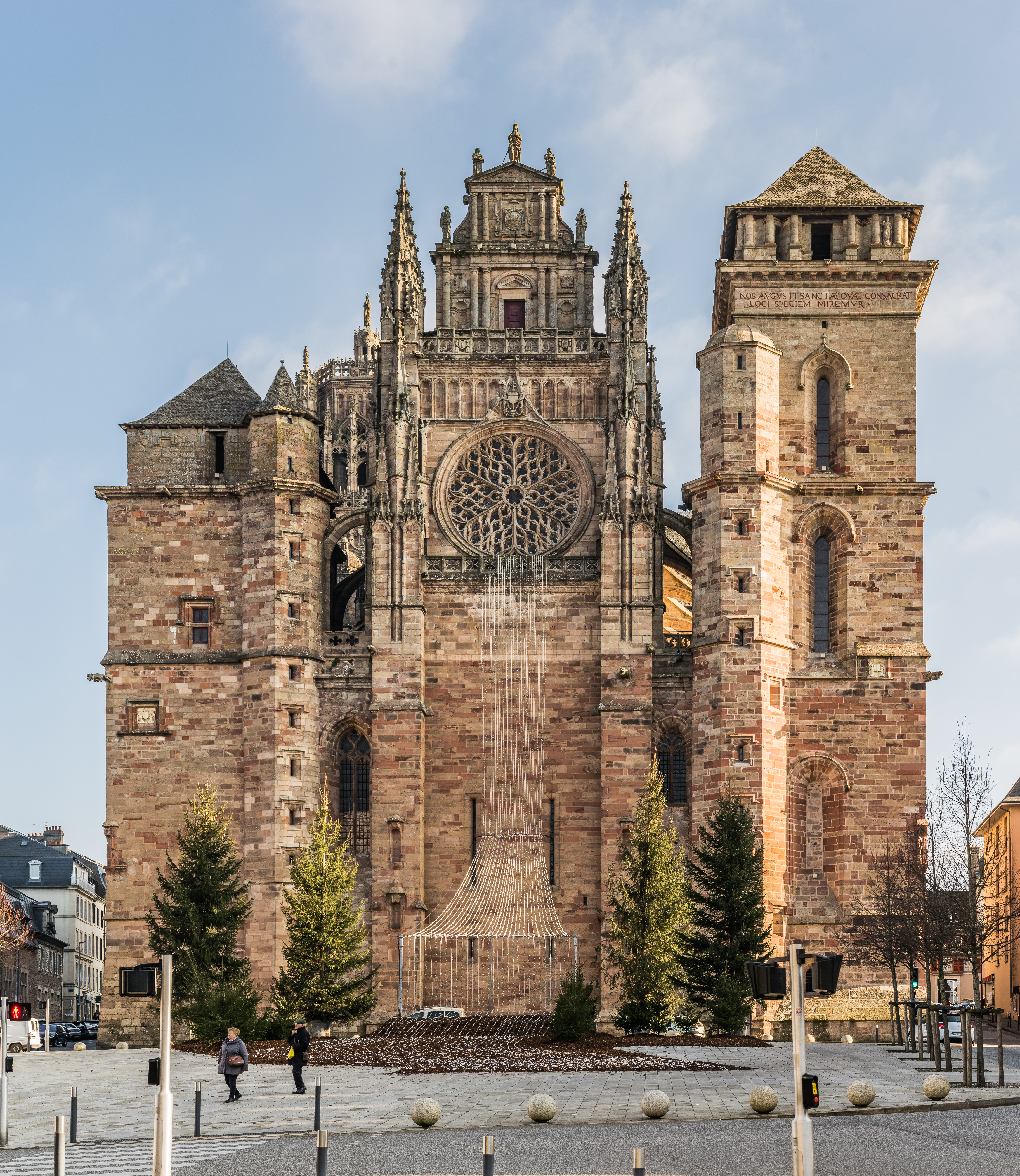
Cathédrale Notre-Dame de Rodez.

En dépit des vœux du pape Benoît XIV, le XVIIIe siècle favorisait de plus en plus la pratique des instruments dans les églises.

La cathédrale Notre-Dame de Rodez conserve effectivement les noms des instrumentalistes, tels ceux des maîtres de chœur, grâce à un grand nombre de documents dans ses archives. Les musiciens y exécutaient leur accompagnement déjà dans les années 1730. Le choix des instruments par Benoît XIV était quasiment respecté, à l'exception du hautbois, c'est-à-dire des artistes invités pour la célébration des fêtes. La paroisse hésitait toujours à dépenser au regard du basson jusqu'en 1747, hormis l'occasion de cette célébration de l'Assomption. Le premier contrat avec un joueur de cet instrument fut conclu le 16 août 1747, un mois plus tard. Quant aux organistes, la cathédrale comptait 17 musiciens, depuis qu'Anthoine Rivallier avait succédé à Pierre Chambert le 25 novembre 1637, et jusqu'à ce qu'un certain Sauvage y arrive le 21 décembre 1777.
(selon Françoise Talvard, La Maîtrise de la cathédrale de Rodez aux XVIIe et XVIIIe siècles, 2005 [lire en ligne] Cahier Philidor 031, Centre de musique baroque de Versailles) :
Instrumentistes auprès de la cathédrale
- basson

1. Fauchameau : 16 août 1747 - après 1773

- violon

1. Laporte : 21 août 1723 - ?
2. Dalban : 1722? - 20 avril 1725 - 1751 - ?
3. Gres : 28 janvier 1729 - ?
4. Teyssendier : 19 décembre 1749 - ?
5. Lefèvre : 4 juillet 1778 - ?

- viole de gambe

1. Jean Martin : ? - 1722 - ?
2. Gres : 17 août 1725 - ?
3. Cusser : 23 août 1726 - 1729 - 1741 - ?
4. Benoît : 9 juillet 1729 - ?
5. Jean-Jacques Dalmayac : 16 mars 1742 - ?
6. Las Mayons : 17 août 1756 - 1766 - ?

- serpent

1. Lombard : 30 août 1725 - ?
2. Espinasse : ? - 16 août 1740 - ?
3. Feral : 9 août 1740 - 1741 - ?
4. Sinchele : avant 1759 - après 1761
5. - vacance de poste - : 6 mai 1767
6. Filibert : 17 juillet 1767 - ?

Musiciens extérieurs venus pour les fêtes de l'Assomption et le reste
1. 21 juillet 1724 : Gasanhe (basson, d'Albi)
2. 7 juillet 1725 : Gafargue (basson, d'Albi) et Ganaheir (hautbois, de Millau)
3. 7 mai 1726 : Herbert (hautbois, de Millau)
4. 19 juillet 1726 : Gasanhe et Rouger (basson, d'Albi)
5. 11 juillet 1727 : Gasanhe (basson, d'Albi)
6. 3 juillet 1728 : Gazanhe (sic, basson, d'Albi)
7. 10 juillet 1747 : ? (basson, de Cahors)
8. 26 juillet 1748 : ? (violon, d'Albi)
9. 5 et 6 juillet 1749 : ? (violon, d'Albi)
10. 6 juillet 1750 : ? (hautbois ou basson, de Toulouse)
11. 16 juillet 1751 : ? (violon, d'Albi ainsi que 3 hautbois, de Cahors)
12. 4 juillet 1761 : ? (2 violons et violoncelle)

### Harmonisation habituelle auXIXesiècle
Strictement, l'harmonisation et l'accompagnement du chant grégorien n'existaient guère, au XIXe siècle.
D'abord, dans la deuxième moitié de ce siècle-là, le faux-bourdon à la base du plain-chant fut rapidement remplacé par l'orgue. De plus, la pratique du plain-chant subit son déclin surtout en France, car de nombreux diocèses renoncèrent le rite romain, en faveur du gallicanisme. Ensuite, pour la Schola cantorum au sein du Vatican conservant encore la tradition du plain-chant, le Saint-Siège choisit une nouvelle Édition médicéenne en octroyant, en 1870, 30 ans de privilège à une édition de Ratisbonne, même s'il ne s'agissait pas d'édition officielle. En effet, à cette époque-là, cette édition était faussement attribuée à Giovanni Pierluigi da Palestrina tandis que c'était une version discutable et loin du chant grégorien correct. Enfin, un certain nombre de musicologues tels Félix Danjou, Louis Lambillotte, puis, des moines de l'abbaye Saint-Pierre de Solesmes commencèrent à restaurer le chant grégorien, vers la version authentique. Étant donné que n'existe aucune notation ancienne et accompagnée d'instrument, leur représentation était singulièrement tenue à l'unisson. Donc, au XIXe siècle concernant le chant grégorien, la pratique des harmonisation et accompagnement quasiment n'existait pas.

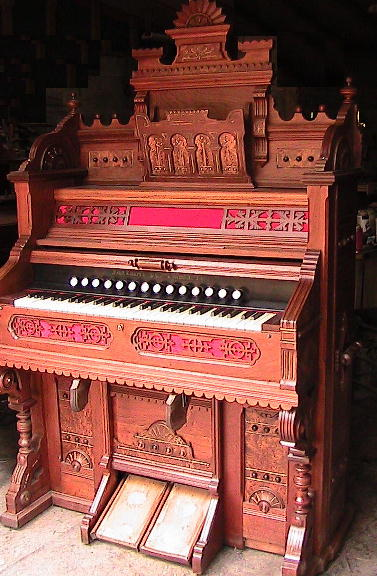
L'invention de l'harmonium contribua certes la réinstallation de l'orgue dans les églises. Nonobstant, ce nouvel instrument provoquait pareillement de nombreuses difficultés.

Toutefois, il n'est pas inutile à connaître un nouveau phénomène dans ce siècle, « harmonisation habituelle du plain-chant », car en raison de ce mouvement, les caractéristiques des chants liturgiques anciens dont le chant grégorien étaient désormais considérablement menacées. La Révolution causa la disparition ainsi que la suppression d'un nombre considérable d'orgues. Puis, faute d'instruments disponibles, de nombreux petits facteurs vinrent et revinrent en France, avec leurs évolutions, notamment celles de la Suisse et de l'Allemagne. Surtout, l'invention de l'orgue-harmonium au XIXe siècle était définitive. Et l'harmonisation habituelle du plain-chant, « un usage moderne » selon Amédée Gastoué, apparut, par exemple en France, dans les années 1830.
L'un des premiers animateurs de l'harmonisation était un musicologue belge François-Auguste Gevaert qui sortit en 1856 déjà sa troisième édition de la Méthode pour l'enseignement du plain-chant et la manière de l'accompagner, suivie de nombreux exemples. En réalité, la maison de ce musicologue était également éditeur de musique ainsi que fabricante des pianos, des orgues et notamment des harmoniums. En bref, le livre de Gevaert fonctionnait exactement tout comme le guide Michelin.
Bien entendu, il existait des avantages et des inconvénients de ce nouvel instrument. Les jeux ensembles de l'orgue-harmonium étaient capables d'imiter les sons d'autres instruments, et même de la voix humaine. Dans une publicité de la Revue et gazette musicale de Paris, on soulignait en 1843 ses fonctions : « Dans les grandes églises, et notamment de la Madeleine à Paris', il sert à l'accompagnement des chœurs et aux chants des confréries. Dans les petites paroisses, les chapelles de châteaux et pensionnats, il y fait l'office des grandes (sic) orgues. » Mais en 1855, Louis Girod, jésuite, écrivit qu'en bref, il s'agissait d'un instrument moins coûteux et d'un transport facile. En outre, il précisa que cet instrument provoquait une grosse difficulté dans les églises. En effet, tous ceux qui étaient capables de jouer le piano pouvaient accéder facilement à cet instrument et jouaient les mélodies profanes lors des offices. C'est la raison pour laquelle le pape Pie X condamnerait cette tendance en 1903.

« En France, les organistes semblent avoir oublié et méconnu si complément le but auquel ils devaient tendre, qu'il n'est presque plus permis d'entrer dans une église sans se voir poursuivi par les airs de dance à la mode ou le motif favoir du dernier opéra. »

— Louis Girod, De la musique religieuse, chapitre XI, p. 165
D'autre part, la confusion harmonique de ce siècle était considérable, phénoménale, et pour le chant grégorien, catastrophique, faute de connaissance des modalité et tonalité. Après avoir constaté, selon sa première édition en 1856, « en présence d'une telle anarchie, de cette absence totale de base, de but, de principes, de doctrine et d'unité », Joseph d'Ortigue dut préciser encore dans sa nouvelle édition :

« L'accompagnement du plain-chant repose sur quelques règles très-simples. La première et la plus fondamentale est celle-ci : LEmploi exclusif, dans chaque mode, des sons de l'échelle. Cette règle est méconnue de la plupart des organistes, des maîtres de chapelle et même d'un bon nombre de musiciens instruits. »

— Joseph d'Ortigue et Louis Niedermeyer, Traité théorique et pratique de l'accompagnement du plain-chant, nouvelle édition en 1876, p. 35 [lire en ligne]

### Décret du cardinal-archevêque Sterckx
Le 26 avril 1842, la discipline de la bulle du pape Benoît XIV fut à nouveau confirmée par Engelbert Sterckx, cardinal-archevêque de Malines en Belgique et défendeur du chant grégorien :

« Si on fait accompagner le chant par des instruments de musique, il faut qu'ils servent uniquement, d'après l'avis de Benoît XIV, Constit. citée §. 12, à ajouter de la force au chant, afin que le sens des paroles pénètre mieux dans le cœur de ceux qui écoutent, que l'esprit des fidèles soit excité à la contemplation des choses spirituelles, et à l'amour de Dieu et des choses divines. On doit donc prendre garde que les instruments ne couvrent la voix des chantres, et n'étouffent, pour ainsi dire, le sens des paroles. »

— Décret de son éminence le cardinal Sterckx, archevêque de Malines, concernant le Chant et la Musique d'Église, accompagné d'une traduction française et d'observations, à l'usage des Maîtres de Chant et de Musique, article VI [lire en ligne]

### Études de Franz Liszt
Le compositeur Franz Liszt († 1886) étudiait profondément le chant grégorien, en souhaitant que ses futures œuvres religieuses soient officiellement admises par l'autorité de l'Église. Finalement, il trouva sa conclusion d'après ses études, en prévoyant le motu proprio Inter pastoralis officii sollicitudes (1903) du pape Pie X.
Certes, il s’intéressait d'abord à l'harmonisation du faux-bourdon. Inspiré du De profundis en faux-bourdon, le jeune compositeur avait écrit en 1835 le Psaume instrumental pour piano et orchestre,. Puis, vers 1860, il acheva une vaste collection constituée des répons avec les versets, doxologies et antiennes, harmonisés à quatre voix, et accompagnés des textes mais sans indication d'effectif vocal ou instrumental.

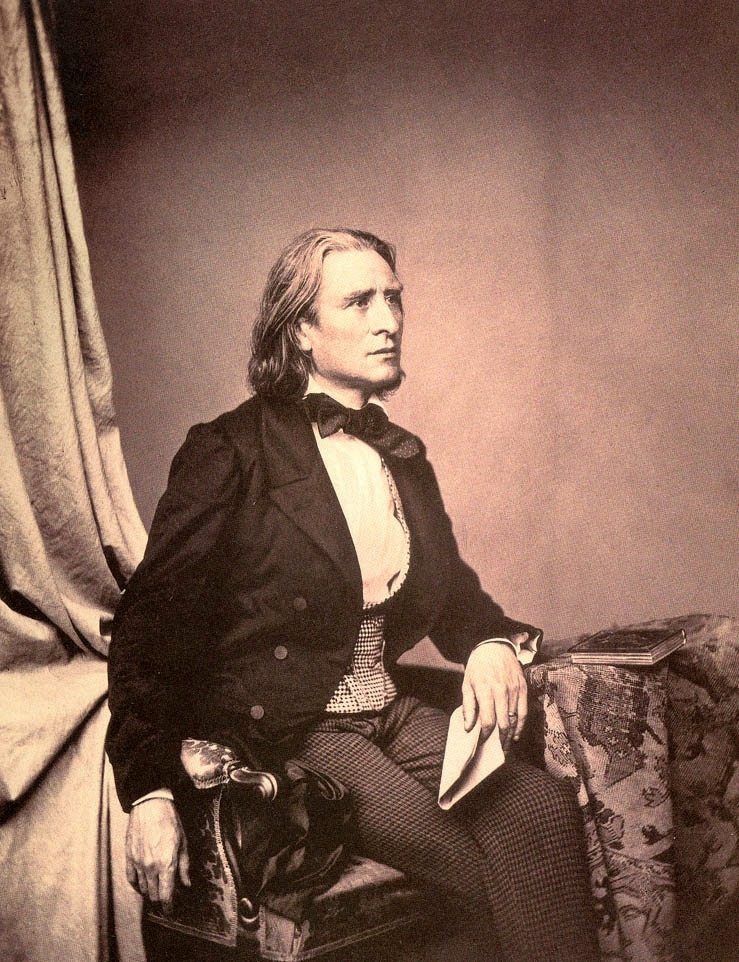
Franz Liszt en 1858.

Cependant ce musicien catholique écrivit, le 24 juillet 1860, à la princesse Carolyne de Sayn-Wittgenstein :

« Quand il y aura lieu j'en tracerai préalablement le plan très simple en lui-même, car il s'agit là par-dessus tout de fixer ce qui est im[m]uable dans la Liturgie catholique, tout en l'appropriant aux exigences de la notation actuellement en usage sans laquelle il n'y a pas moyen d'obtenir une exécution précise et satisfaisante. Tous les instrumen[t]s d'orchestre seraient écartés — et je conserverai seulement un accompagnement ad libitum d'orgue pour soutenir et renforcer les voix. C'est le seul instrument qui ait un droit de permanence dans la musique d'Église, moyen[n]ant la diversité de registres on pourra ajouter aussi un peu plus de coloris; ... »

En effet, à mesure que ses études étaient approfondies, il comprit que la dimension du chant grégorien est fortement monodique. Désormais, il commença à composer ses œuvres de la musique sacrée, mais en conservant ces trois points suivants :
1. supériorité du chant grégorien ;
2. fixation de ce qui est immuable dans la liturgie par la notation moderne ;
3. exclusion des instruments, hormis l'orgue duquel l'utilisation demeurait parcimonieuse.

Ce jugement fut suivi de celui d'Olivier Messiaen. De fait, après avoir écrit son O sacrum convivium en 1937, il redécouvrit le chant grégorien : « Le chant grégorien est le plus beau trésor que nous possédions en Occident. », « De chant liturgique, il n'en existe qu'un : le plain-chant. » Dorénavant, il ne composa aucun nouveau motet liturgique.

### Motu proprio du pape Pie X
En 1895, le patriarcat de Venise Giuseppe Sarto, futur pape Pie X, dénonça les disciplines du chant liturgique de l'Église :

« L'antique chant grégorien traditionnel devra donc être largement restitué dans les fonctions du culte ; et tous tiendront fermement qu'une fonction ecclésiastique ne perd rien de sa solennité quand elle n'est accompagnée d'aucune autre musique que de celle-là. »

— Cardinal Sarto, futur pape Pie X, Lettre pastorale sur le chant d'Église, le 1er mai 1895

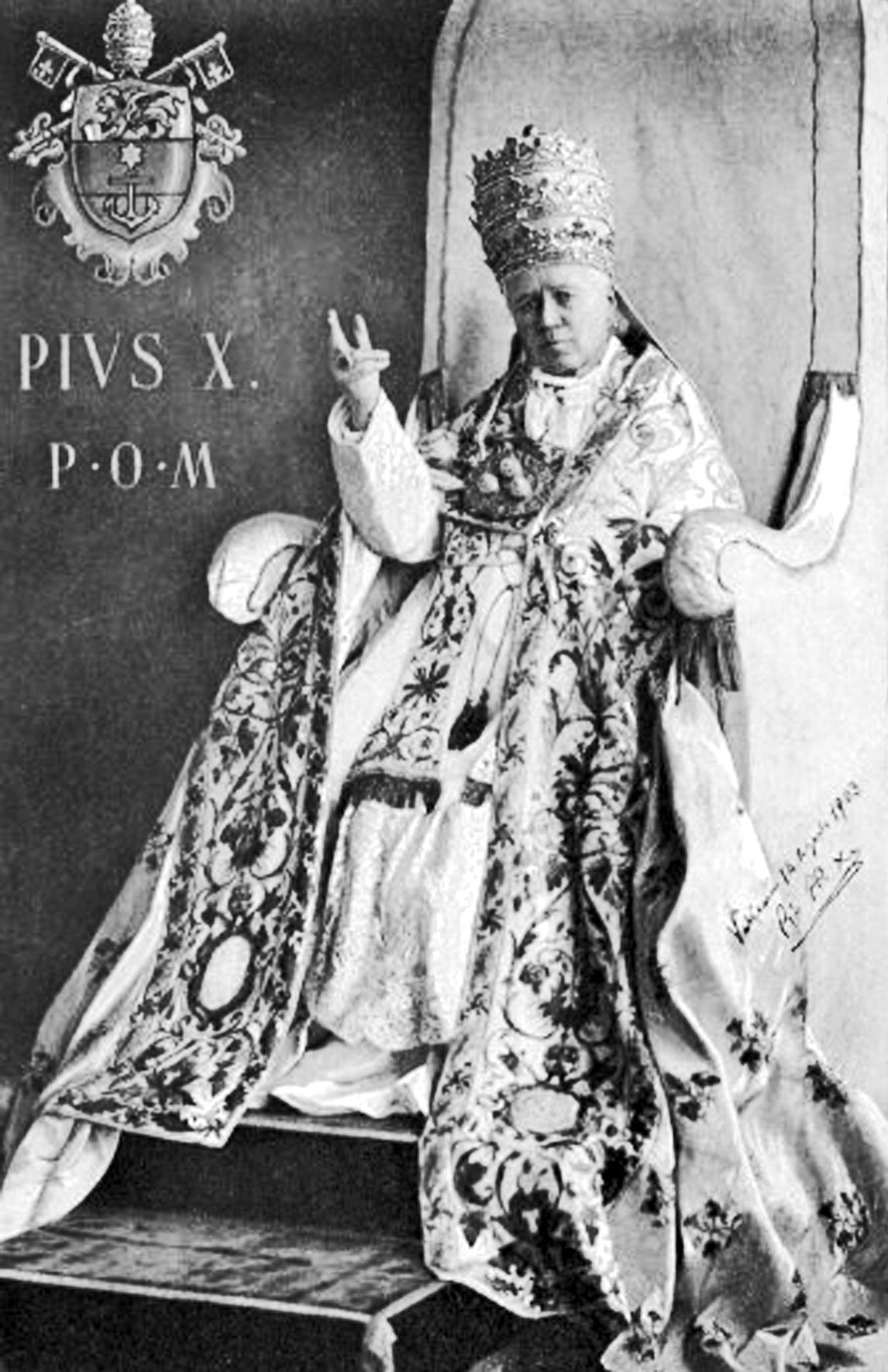
Saint Pie X en 1903.

Le 22 novembre 1903, fête de sainte Cécile, à savoir patronne de la musique et des musiciens, le nouveau pape Pie X expédia son motu proprio Tra le sollecitudini en italien. En tant que défenseur de la restauration du chant grégorien depuis sa jeunesse, il commença à concentrer sur l'une immense centralisation de la liturgie romaine, avec ce motu proprio. Surtout, le pape y chargeait aux chantres le plus haut niveau, en tant que célébrant ecclésiastique : « Les chants réservés au célébrant à l'autel et aux ministres doivent toujours et exclusivement être en chant grégorien, sans aucun accompagnement d'orgue;... » Si le Saint-Père précisait que la musique propre de l'Église demeure la musique purement vocale, l'usage de l'orgue était admis. Au regard des instruments, l'autorisation serait donnée comme exception : « En certains cas particuliers, on admettra aussi d'autres instruments, dans de justes limites et avec les précautions convenables, mais jamais sans une autorisation spéciale de l'Ordinaire, selon la prescription du Cérémonial des évêques. » L'usage du piano était interdit, tels le tambour, les clochettes. Enfin saint Pie X confirma : « Comme le chant doit toujours primer, l'orgue et les instruments doivent simplement le soutenir, et ne le dominer jamais. »

### Publication de livres d'orgue à la Belle Époque
Le début du XXe siècle se caractérise de nombreuses publications de livres de chant en grégorien mais accompagnés de l'orgue, quoique la restauration de ce chant de l'Église authentique, désormais chant officiel par excellence, fût effectivement promue sous le pontificat de saint Pie X. On ignore la raison de ce phénomène. Il semble toutefois que ce chant monodique ne fût pas à la mode, surtout lors de la Belle Époque. Il est vrai qu'Outre-Manche aussi, le même phénomène était constaté. Dans les années 1840, plusieurs republications du livre de John Merbecke, le premier livre de chant anglican sorti en 1550, furent exécutées, en rendant hommage à son origine, chant grégorien. En dépit de l'intention des éditeurs, les plain-chants restaurés de Merbecke n'étaient chantés, auprès des paroisses, que harmonisés à quatre voix ou accompagnés de l'orgue. Une autre explication se trouverait dans le motu proprio de saint Pie X. Ce dernier y interdit toutes les musiques de théâtre dans les églises, car au XIXe siècle, cette pratique était considérablement effectuée lors des offices, notamment en Italie. Vraisemblablement, il fallait orner le chant grégorien selon le goût de l'époque, à savoir la période où l'opéra était vraiment apprécié, de sorte que ce chant modeste soit effectivement accepté par les fidèles.

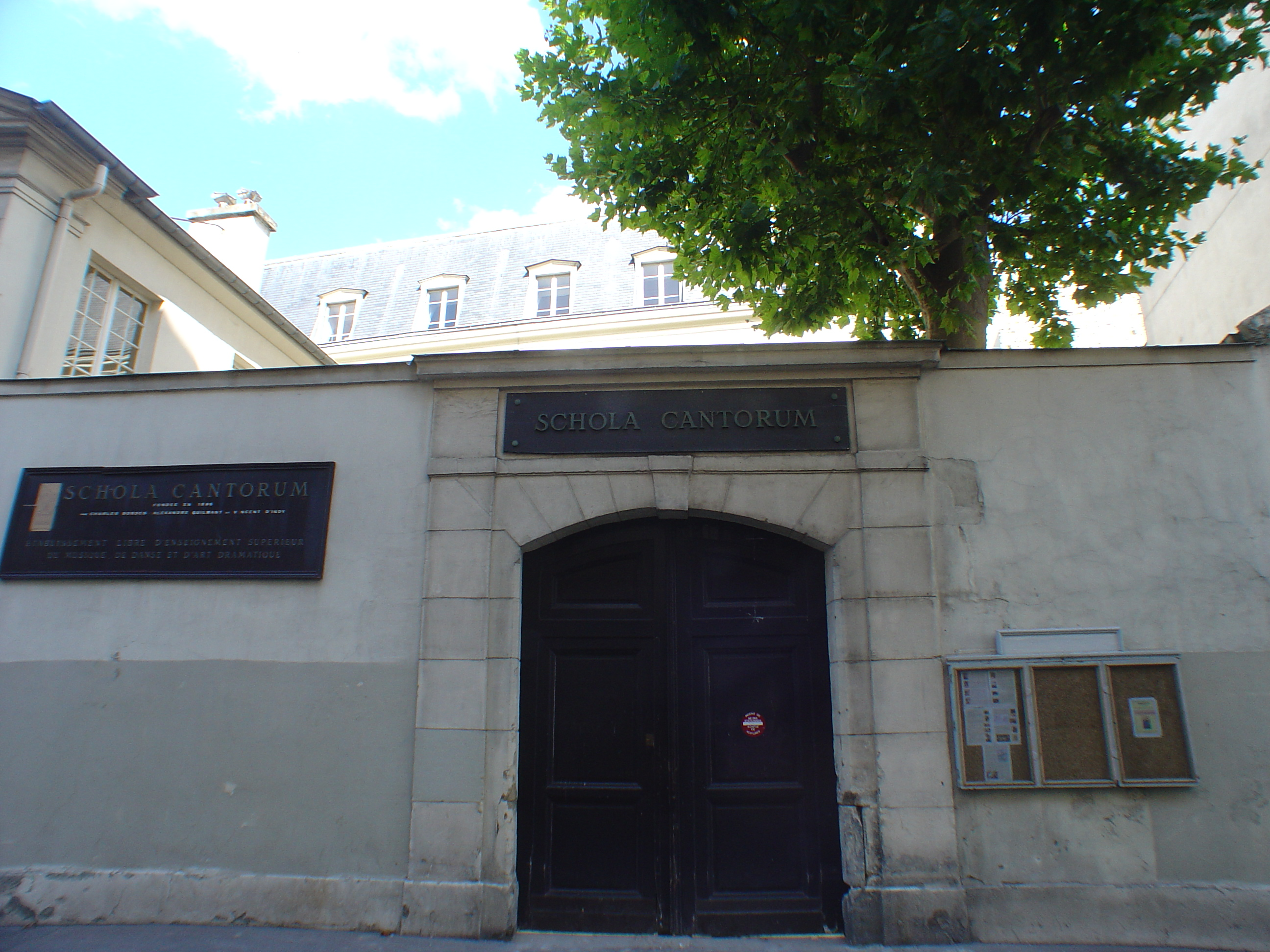
La Schola cantorum de Paris poursuivait sa meilleure façon des harmonisations et accompagnements, malgré la tendance de l'époque, afin de respecter la nature du chant grégorien.

D'ailleurs, un livre d'Amédée Gastoué concernant ce sujet, Traité d'harmonisation du chant grégorien, sur un plan sorti en 1910, est vraisemblablement capable de nous aider comprendre la circonstance de cette période. En tant que professeur du chant grégorien, l'auteur l'enseignait auprès de la Schola Cantorum de Paris et de l'Institut catholique de Paris. Surtout, il était l'un des dix consulteurs de la Commission pontificale grégorienne, créée en 1904 par le pape Pie X et constituée de vingt spécialistes européens pour la rédaction de l'Édition Vaticane. Selon ce livre, on sait qu'il fallait régler encore l'accompagnement d'orgue, afin d'adapter au mode du chant grégorien. Il est évident que la Schola Cantorum de Paris, conservatoire privé et fondé par Charles Bordes en 1894, voulait promouvoir cette propre adaptation. Mais le livre demeurait non seulement dans le domaine musical mais également dans les règles de la liturgie. À partir de la page 118, Gastoué devait préciser ceux qui concernaient dans ce domaine. Auparavant, les établissements pratiquant l'orgue avaient été limités, telles les cathédrales. Dorénavant, quelle que soit la taille d'église, l'accompagnement de l'orgue était exécuté.

### Religieux et musicologues promouvant l'accompagnement de l'orgue
Dans ce livre de Gastoué, un certain nombre de partitions se présentent, en tant qu'exemples grâce auxquels l'on peut établir une liste de spécialistes de l'accompagnement.
1. Fernand de La Tombelle[ag 4] : Schola Cantorum de Paris
2. Dom Marie-Jean Parisot[ag 5] : moine, vraisemblablement celui de l'abbaye Saint-Pierre de Solesmes[23] ; collaborateur de la Schola Cantorum de Paris
3. Emile Brune[ag 6] : (Abbé) ; diocèse de Saint-Claude
4. Alexandre Guilmant[ag 7] : Schola Cantorum de Paris
5. François-Xavier Mathias[ag 8] : chanoine ; université de Strasbourg, cathédrale et Grand Séminaire de Strasbourg
6. Pierre Chassang[ag 9] : (Abbé)[24]
7. Charles Bordes[ag 10] : fondateur de la Schola Cantorum de Paris ; souteneur de Solesmes
8. Dr Peter Wagner[ag 11] : musicologue ; membre allemand de la Commission pontificale du pape Pie X pour l'Édition Vaticane[eg37 1] ; souteneur de Solesmes
9. F. Brun[ag 12] : (Abbé)[25] ; collaborateur de la Schola Cantorum de Paris
10. Amédée Gastoué[ag 12] : auteur de ce livre ; Schola Cantorum de Paris ; Institut catholique de Paris ; consulteur de la Commission pontificale de Pie X
11. Dom Delpech[ag 13] : un des premiers organistes de Solesmes
12. Dom Dominicus Johner[ag 14] : moine allemand[26]
13. William Gousseau[ag 15] : maître de chapelle et organiste de Saint-Nicolas-du-Chardonnet[27]
14. André-Antonin Lhoumeau[ag 16] : supérieur général ainsi que maître de chapelle de la Compagnie de Marie ; collaborateur de Dom Joseph Pothier ainsi que de la Revue du chant grégorien[28]

Comme certains personnages importants ainsi que même l'organiste de Solesmes se trouvent dans cette liste, il est évident que l'accompagnement de l'orgue n'était pas un phénomène limité.

### Après le concile Vatican II
Avec la Constitution sur la sainte liturgie (1963), le concile Vatican II énonça sa conclusion au regard de ce sujet :

« Il convient aussi que l'on procure une édition contenant des mélodies plus simples à l'usage des petites églises. »

— Sacrosanctum Concilium, article no 117, L'édition des livres de chant grégorien

« On estimera hautement, dans l'Église latine, l'orgue à tuyaux comme l'instrument traditionnel dont le son peut ajouter un éclat admirable aux cérémonies de l'Église et élever puissamment les âmes vers Dieu et le ciel. »

— Sacrosanctum Concilium, article no 120, L'orgue et les autres instruments de musique
Dorénavant, de sorte que soient célébrés, sans difficulté, les offices en grégorien auprès des églises et des paroisses de petite taille, l'usage convenable de l'orgue est recommandé.
Ainsi les Éditions de Solesmes publièrent-elles le Liber cantualis comitante organo en 1981, puis entre 1984 et 1986, trois tomes du Graduale romanum comitante organo, afin de soutenir ces vœux du concile. Ceux-ci avaient été préparés par l'abbé Ferdinand Portier. L'orgue demeure également un moyen pour distinguer la gravité des offices. Ainsi, la célébration des matines est tenue sans accompagnement alors que celle des laudes, plus solennelle, s'accompagne de l'orgue, auprès de l'abbaye Notre-Dame de Fontgombault. Celle de la vigile pascale auprès de l'abbaye Saint-Pierre de Solesmes respecte son exécution purement vocale. À la messe suivante, à savoir après la résurrection du Christ Rédempteur, l'orgue se rejoint.

### Nouvelle tendance
De nos jours, quelques ensembles vocaux ont tendance à expérimenter de nouvelles manières. Ainsi, la Schola cantorum Riga essaya une collaboration avec le saxophone, quoique ce dernier n'ait jamais été employé dans l'histoire de la liturgie. Le Consortium Vocale Oslo auprès de la cathédrale d'Oslo chanta en 2013 une messe en grégorien, en collaboration avec Eivind Aarset, guitariste norvégien, mais celui de Jazz